# Lac du Goulet
Pour les articles homonymes, voir Goulet.
Le lac du Goulet est un lac canadien situé entre Shippagan et Le Goulet au Nouveau-Brunswick.
Il est de forme circulaire et est profond de 9,14 mètres (30 pieds).
La légende veut qu'un poisson-gladiateur (représenté sous les traits d'une barbotte possédant une déformation au niveau de la nageoire caudale) habite ce lac depuis des temps immémoriaux. Depuis 1990, Le centre d'interprétation du lac du Goulet inclut le poisson-gladiateur à sa panoplie d'activités touristiques. Les scientifiques affirment toutefois que l'existence d'un tel animal ne serait qu'une vulgaire invention, voir un attrape-touriste.